# Naturschutzgebiet Möhnetal

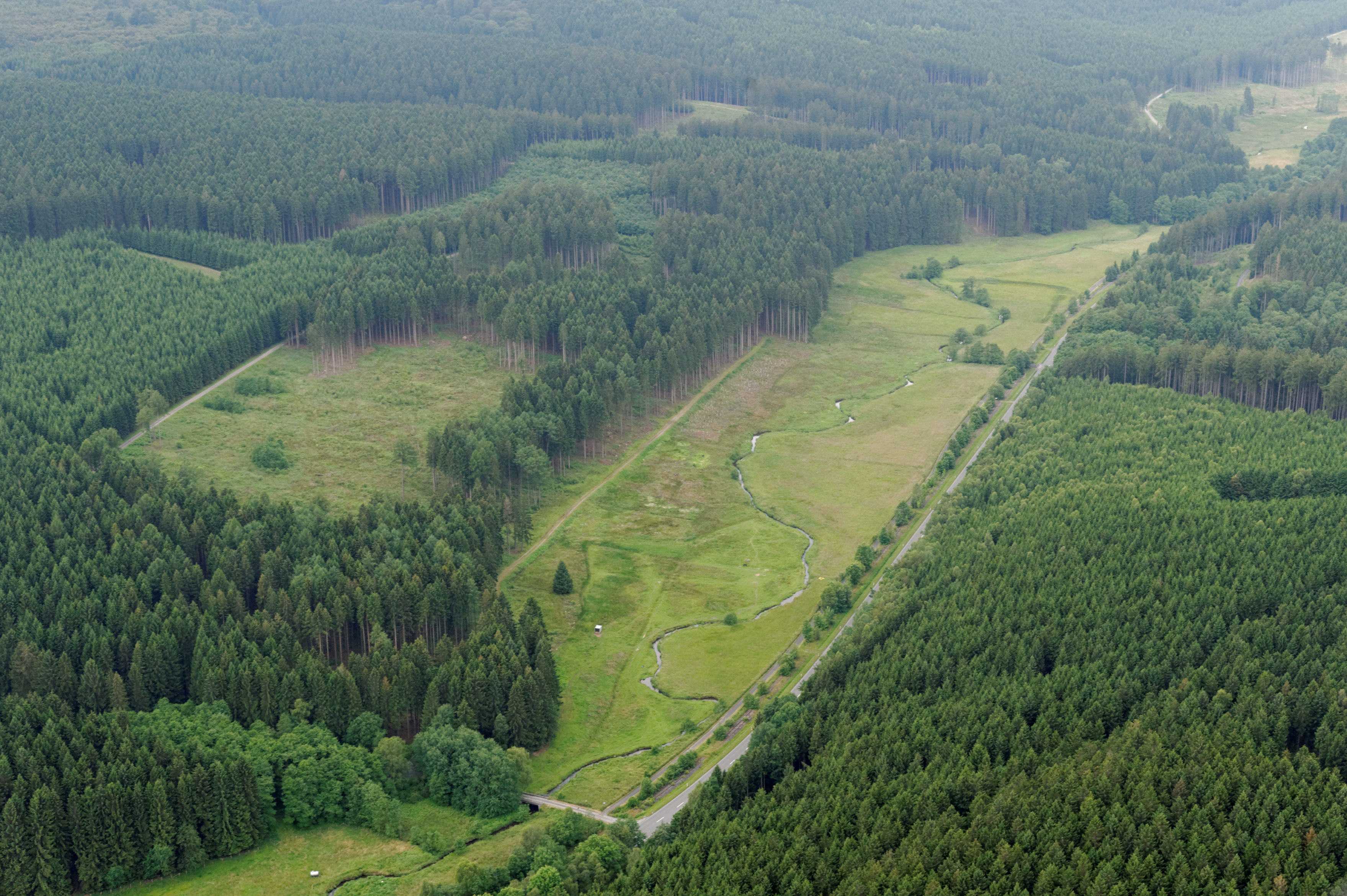
Naturschutzgebiet Möhnetal im Stadtgebiet Rüthen

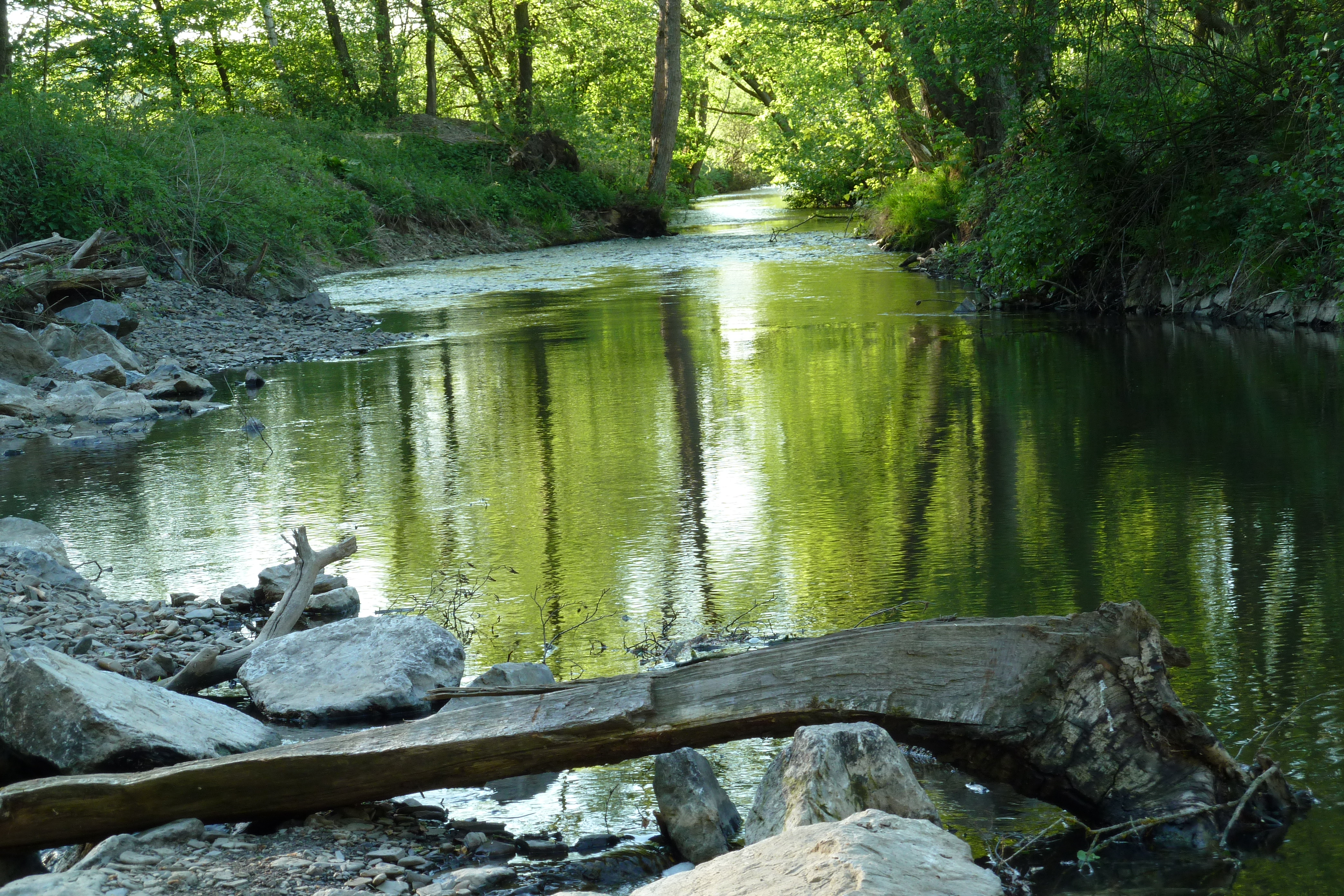
Möhnetal bei Warstein-Mühlheim

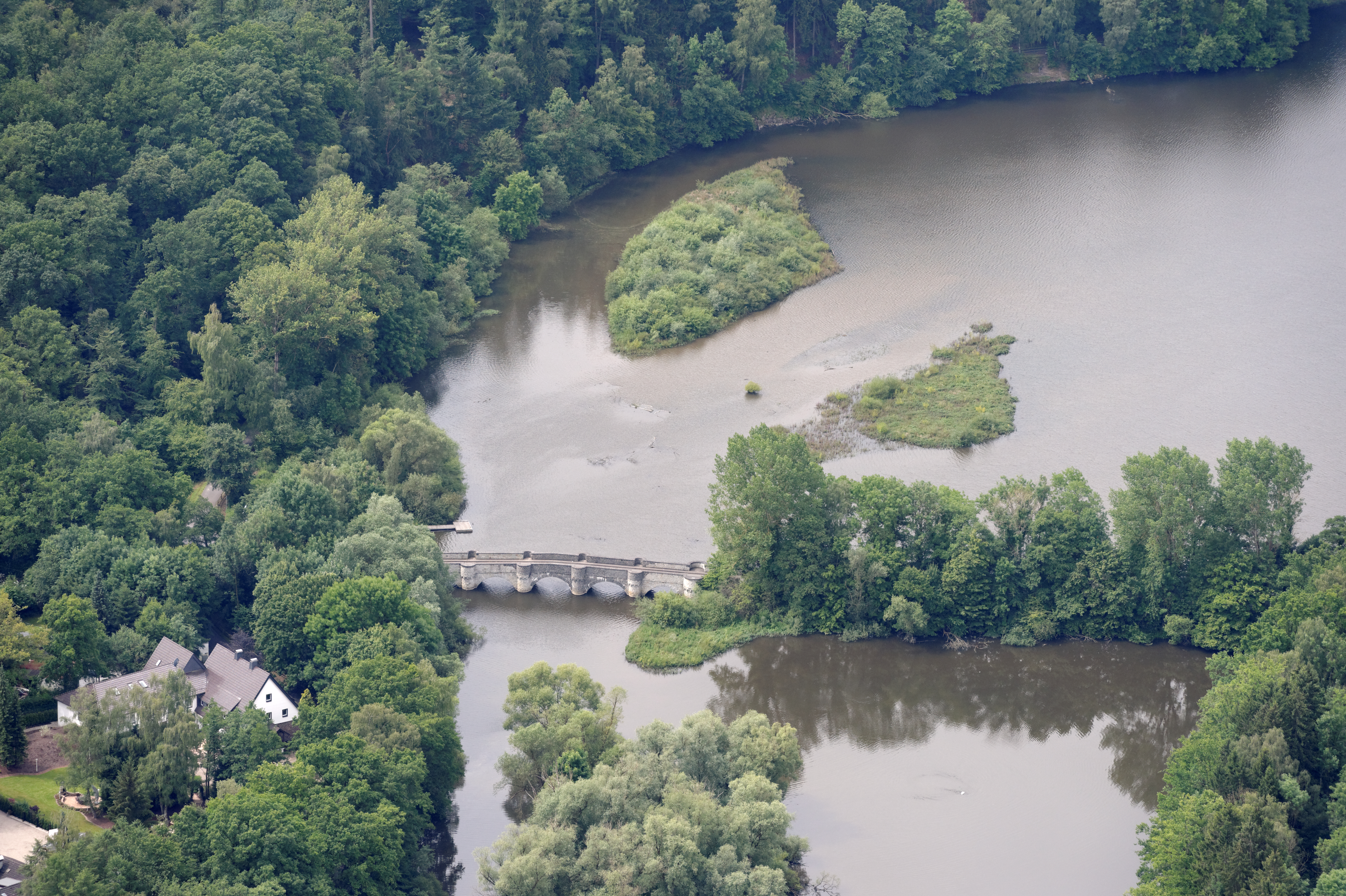
Einlauf der Möhne in den Möhnesee

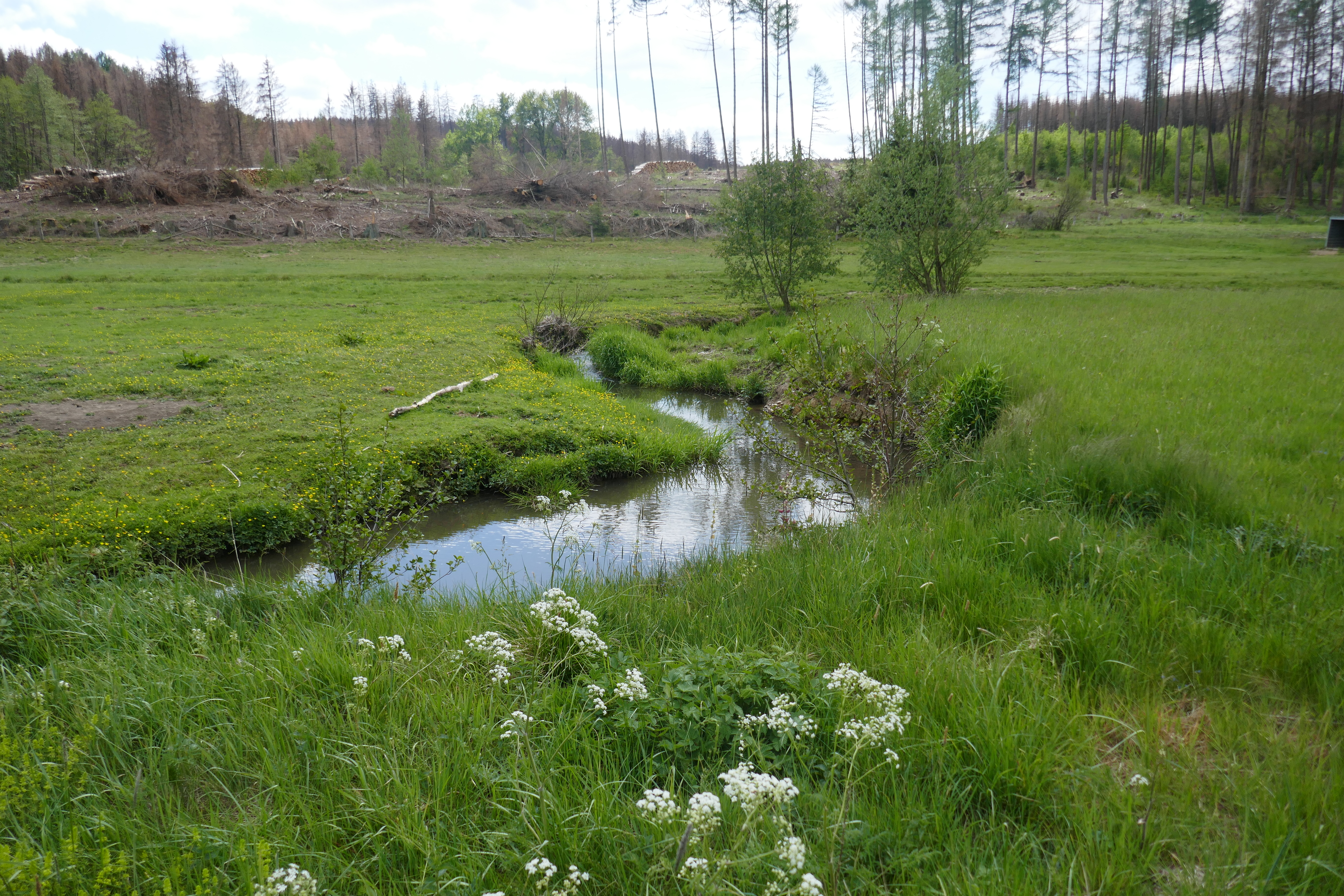
Möhne

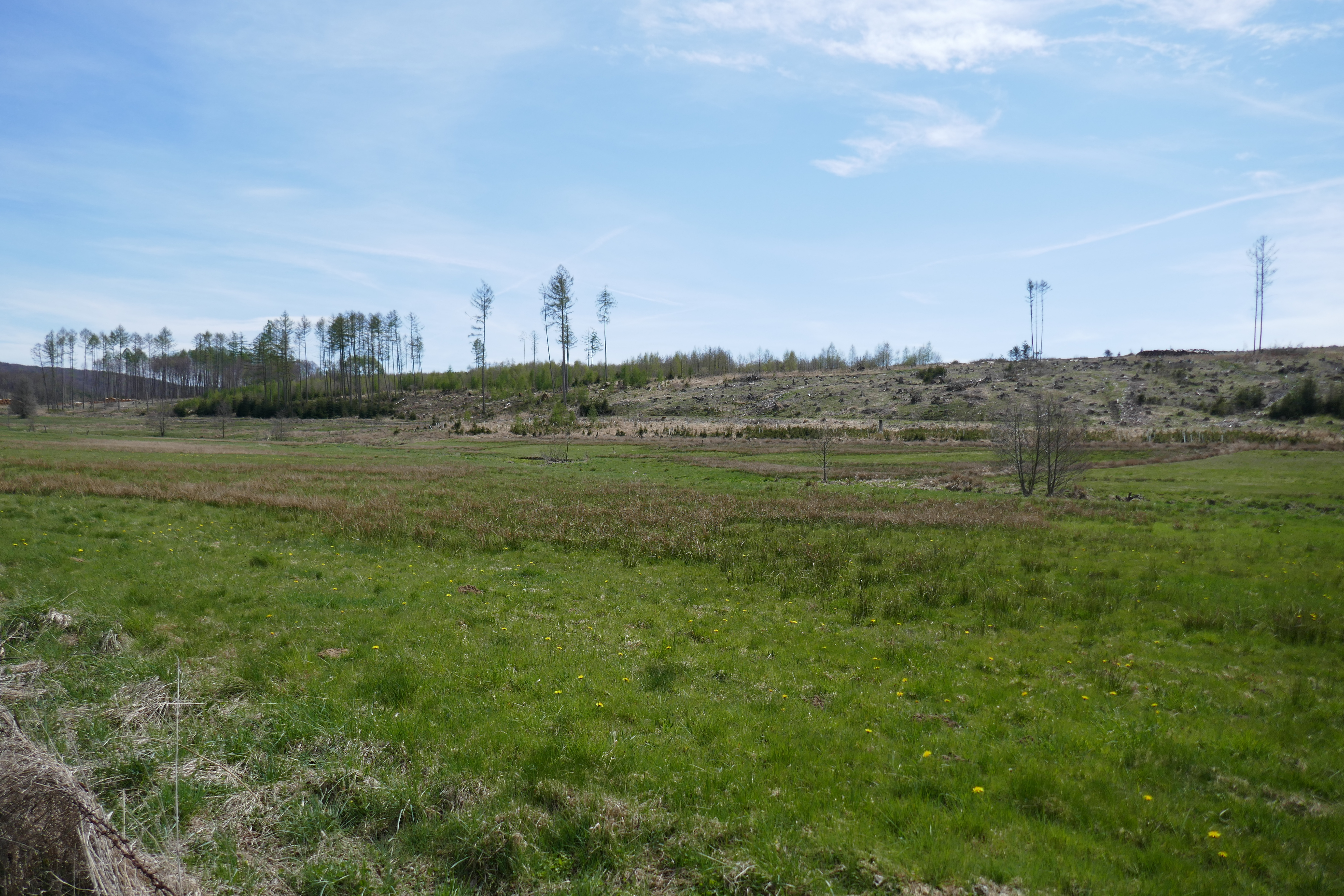
Feuchtwiesenbereich

Das Naturschutzgebiet Möhnetal mit einer Größe von 607,4 ha beginnt im Möhnetal an der Kreisgrenze des Kreises Soest zum Hochsauerlandkreis 51° 27′ 33″ N, 8° 31′ 34″ O und geht bis zum Einlauf der Möhne in den Möhnesee51° 28′ 40″ N, 8° 10′ 58″ O.
Das Gebiet wurde 2005 von der Bezirksregierung Arnsberg per Verordnung als Naturschutzgebiet (NSG) ausgewiesen. Die Bezirksregierung Arnsberg hatte bereits 1983 und 1985 ein Naturschutzgebiet Möhneaue Völlinghausen ausgewiesen, welches nur die Möhne und Möhneaue bei Völlinghausen umfasste. Zum NSG gehören die unbebauten Bereiche der Möhneaue der Stadt Rüthen, der Stadt Warstein und der Gemeinde Möhnesee bis zum See. Die Möhnaue im NSG wird vielfach durch Straßen zerschnitten. Im Hochsauerlandkreis grenzt auf dem Stadtgebiet von Brilon direkt das Naturschutzgebiet Oberes Möhnetal an.
Teile des NSG sind seit 2004 als FFH-Gebiet Möhne-Oberlauf (DE 4516-302) und FFH-Gebiet Möhne-Mittellauf (DE 4515-304) ausgewiesen worden.

## Gebietsbeschreibung
Beim NSG handelt es sich um Teile der Möhne-Flussaue. In der Aue finden sich hauptsächlich Grünlandbereiche, darunter auch Feucht- und Nassgrünländer. In der Aue befinden sich auch Bruchwälder, Auwaldrelikte und bachbegleitende Erlenwälder.
In der Aue befindet sich östlich von Rüthen bis zur Kreisgrenze ein Durchströmungsmoor von bis 1,2 m Stärke mit Niedermoortorf.

## Schutzzweck
Im NSG soll die Möhne und Aue der Möhne geschützt werden. Wie bei allen Naturschutzgebieten in Deutschland wurde in der Schutzausweisung darauf hingewiesen, dass das Gebiet „wegen der Seltenheit, besonderen Eigenart und Schönheit des Gebietes“ zum Naturschutzgebiet wurde.

## Arten im NSG
Im NSG wurden viele seltene Arten nachgewiesen. Vogelarten wie Blaumeise, Buchfink, Eisvogel, Gartenbaumläufer, Gebirgsstelze, Grauspecht, Haubentaucher, Kleiber, Kleinspecht, Kohlmeise, Neuntöter, Stockente, Teichralle, Uferschwalbe, Waldbaumläufer, Wasseramsel, Weidenmeise, Zaunkönig, Zilpzalp und Zwergtaucher brüten im Gebiet. Der Schwarzstorch ist Nahrungsgast. Bei den Insekten wurden Arten wie Heidelibelle, Sumpfschrecke und Mädesüß-Perlmuttfalter gefunden. In der Möhne selbst finden sich Fischarten wie Äsche, Bachforelle, Bachneunauge, Bachschmerle, Barbe, Elritze, Flussbarsch, Groppe, Hecht, Moderlieschen und Rotauge.
Auswahl durch das Landesamt für Natur, Umwelt und Verbraucherschutz Nordrhein-Westfalen dokumentierter Pflanzenarten Aronstab, Aufrechter Igelkolben, Bach-Quellkraut, Bachbunge, Behaarte Segge, Berchtolds Zwerg-Laichkraut, Berg-Ehrenpreis, Besenheide, Bitteres Schaumkraut, Bittersüßer Nachtschatten, Blasen-Segge, Blaugrüne Binse, Bleiche Segge, Blutwurz, Borstgras, Braun-Segge, Breitblättriger Rohrkolben, Brennender Hahnenfuß, Buschwindröschen, Bäumchen-Leitermoos, Derbes Torfmoos, Drachenwurz, Dreiteiliger Zweizahn, Dreizahn, Echte Brunnenkresse, Echte Nelkenwurz, Echter Beinwell, Echter Wurmfarn, Echtes Lungenkraut, Echtes Mädesüß, Echtes Springkraut, Fieberklee, Flutender Wasserhahnenfuß, Gänseblümchen, Gamander-Ehrenpreis, Frauenfarn, Frühlings-Zahntrost, Fuchssches Greiskraut, Gänseblümchen, Gefleckte Taubnessel, Gefranstes Torfmoos, Gelbe Schwertlilie, Gemeines Brunnenmoos, Gewöhnliche Kreuzblume, Gewöhnliche Pestwurz, Gewöhnlicher Blutweiderich, Gewöhnlicher Dornfarn, Gewöhnlicher Gilbweiderich, Gewöhnlicher Froschlöffel, Gewöhnlicher Hohlzahn, Gewöhnlicher Wasserhahnenfuß, Gewöhnliches Habichtskraut, Girgensohnsches Torfmoos, Gewimpertes Kreuzlabkraut, Gewöhnliche Goldnessel, Goldenes Frauenhaarmoos, Goldschopf-Hahnenfuß, Gras-Sternmiere, Grau-Segge, Großer Wiesenknopf, Großes Windröschen, Grünliche Gelb-Segge, Gundermann, Hain-Gilbweiderich, Hain-Sternmiere, Hain-Vergissmeinnicht, Harzer Labkraut, Hasenpfoten-Segge, Heidelbeere, Heil-Ziest, Herzblättriges Schönmoos, Hirse-Segge, Hopfen, Kahler Frauenmantel, Kahnblättriges Torfmoos, Kanadische Wasserpest, Kleine Wasserlinse, Kleiner Baldrian, Kleines Habichtskraut, Kletten-Labkraut, Knoblauchsrauke, Knotige Braunwurz, Kohldistel, Krallenblatt-Sichelmoos, Kriechender Günsel, Kuckucks-Lichtnelke, Moor-Birke, Moor-Labkraut, Nickendes Pohlmoos, Pfennigkraut, Pillen-Segge, Pinselblättriger Wasserhahnenfuß, Preiselbeere, Quellen-Hornkraut, Quell-Sternmiere, Raues Hornblatt, Riesen-Schachtelhalm, Ringloses Moorsichelmoos, Rispen-Segge, Rote Lichtnelke, Roter Gänsefuß, Rundblättrige Glockenblume, Ruprechtskraut, Scharbockskraut, Schild-Ehrenpreis, Schilfrohr, Schlangen-Knöterich, Schlank-Segge, Schmalblättriges Weidenröschen, Schmalblättriges Wollgras, Schnabel-Segge, Schönes Widertonmoos, Siebenstern, Sparrige Binse, Spitzblütige Binse, Igel-Segge, Sumpfdotterblume, Sumpf-Helmkraut, Sumpf-Pippau, Sumpf-Reitgras, Sumpf-Schachtelhalm, Sumpf-Storchschnabel, Sumpf-Streifensternmoos, Sumpf-Veilchen, Sumpf-Vergissmeinnicht, Sumpf-Weidenröschen, Sumpf-Ziest, Teich-Schachtelhalm, Teufelsabbiss, Trügerisches Torfmoos, Ufer-Wolfstrapp, Vielblütige Weißwurz, Wald-Ehrenpreis, Wald-Engelwurz, Wald-Läusekraut, Wald-Ziest, Wasser-Greiskraut, Wasser-Knöterich, Wasserminze, Wasserdost, Wasserpfeffer, Weißer Senf, Wiesen-Bocksbart, Wiesen-Bärenklau, Wiesen-Kerbel, Wiesen-Platterbse, Wilde Sumpfkresse, Zaun-Wicke, Zottiges Weidenröschen, Zungen-Hahnenfuß, Zweiblättrige Schattenblume, Zweispaltiger Hohlzahn und Zweizeilige Segge.

## Life+ Projekt Möhne
Von 2010 bis 2014 lief das Life+ Projekt Möhne. Das Projekt lief an Teilen der Möhneaue ab dem Scharfenberger Bahnhof bis kurz vor dem Möhnetalsperre. Projektträger sind im Kreis Soest die Untere Landschaftsbehörde Kreis Soest und im Hochsauerlandkreis die Biologische Station Hochsauerlandkreis. Noch in den 1950er Jahren wurde die Aue der Möhne durchgehend als Grünland genutzt. Dazu wurden Flächen entwässert und andere Flächen bewässert. Später fielen viele Flächen brach oder wurden mit Rotfichte aufgeforstet. Der Fluss selbst wurde begradigt und die Ufer vielfach befestigt. Ziel des Life-Projektes war die Eigendynamik der Möhne wieder zu aktivieren. Mit Baggern wurden Nebengerinne geschaffen und Mäander angelegt, um eine Laufverlängerung der Möhne zu schaffen. Uferbefestigungen wurden entfernt. Um die Dynamik im Fluss zu erhöhen, wurde Totholz in Form von Baumstämmen in den Fluss eingebaut. In der Aue wurden Fichtenwälder gerodet und in Grünland umgewandelt. Viele Brachflächen wurden ebenfalls wieder zu Grünland. Mehrere Fischteichanlagen wurden in der Aue entfernt.